# Magnetosom

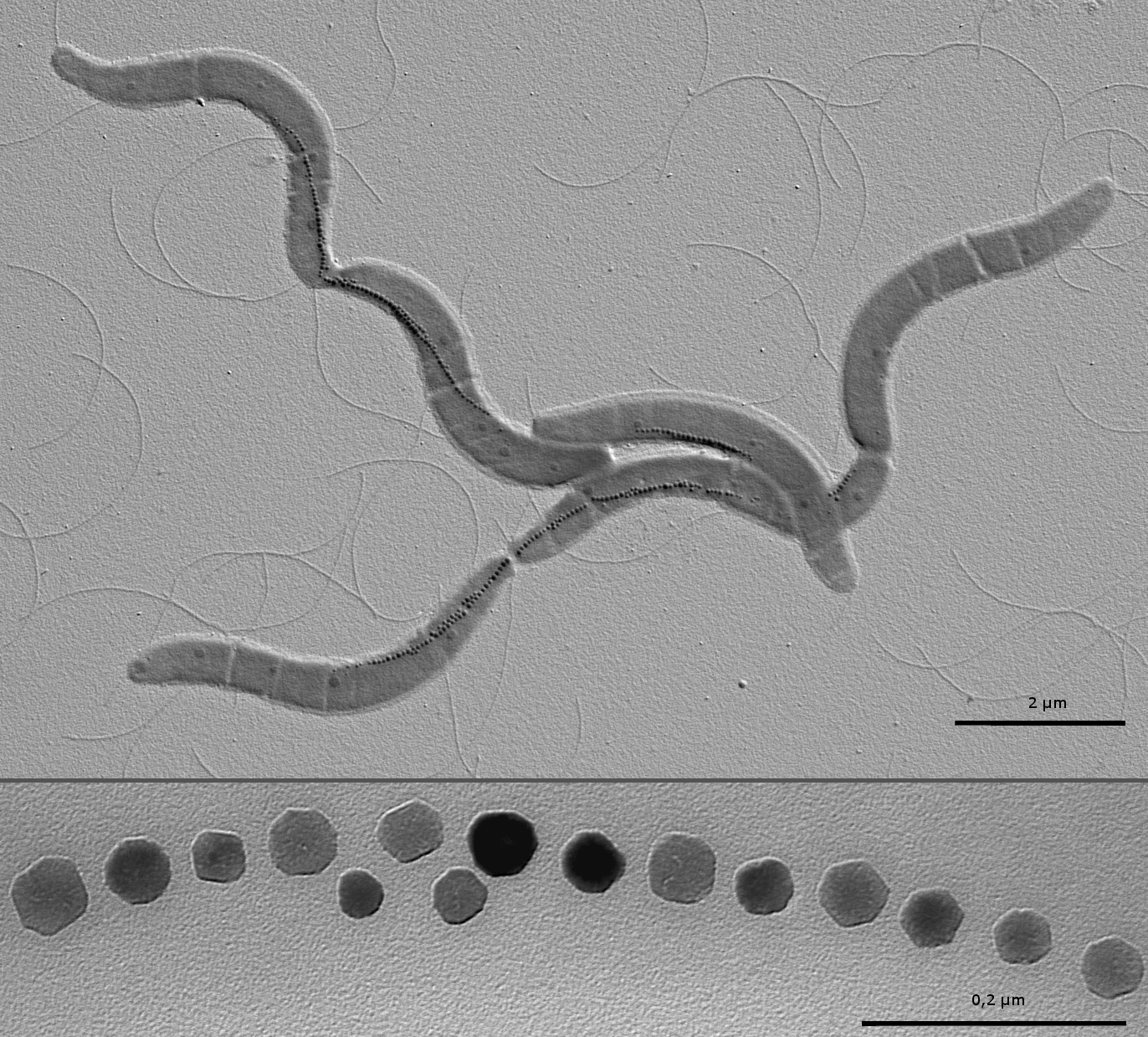
Magnetospirillum gryphiswaldense-Zellen, die Ketten aus intrazellulären Magnetitkristallen enthalten (oben).
Von M. gryphiswaldense gebildete Magnetitkristalle (unten).
(Elektronenmikroskopische Aufnahmen)

Als Magnetosom bezeichnet man ein magnetisches Partikel in den Zellen von Lebewesen. Dieses Zellorganell bildet eine Basis für die Orientierung in Magnetfeldern, speziell im Magnetfeld der Erde, und folglich auch für den Magnetsinn von einigen Bakterien- und Tierarten.
Magnetosomen bestehen aus Kristallen von Magnetit (Fe3O4) oder Greigit (Fe3S4), die durch Biomineralisation entstehen. Sie haben einen Durchmesser von 40–90 nm und sind von einer Monolage aus Phospholipiden, Proteinen und Glykoproteinen umgeben. Diese einfache Hüllstruktur unterscheidet sich von der sogenannten Biomembran, der eine Doppellipidschicht zugrunde liegt.
Die Gestalt der Magnetosomen variiert zwischen biologischen Arten stark. Sie kann würfel- bis quaderförmig und auch nagel- oder tropfenförmig sein. Je Zelle sind mehrere Magnetosomen enthalten, die darin Ketten bilden.

## Vorkommen
Magnetosomen finden sich sowohl bei prokaryotischen als auch bei eukaryotischen Organismen. Beispiele für Prokaryoten sind die Bakterien Magnetospirillum gryphiswaldense und Magnetospirillum magnetotacticum. Jeder winzige Kristall im Magnetosom ist ein schwacher Dauermagnet, der alleine die Zelle nicht auszurichten vermag. Deswegen reiht das Zytoskelett 15 bis 30 Partikel linear in der Zellmitte an. Das Zytoskelett besorgt auch die Gleichverteilung und den Transport bei der Zellteilung.
Beispiele für Magnetosomen in Eukaryoten finden sich bei Algen der Gattung Anisonema. Auch bei anderen Eukaryoten wurden magnetische Partikel in Zellen bzw. Geweben im Zusammenhang mit Magnetotaxis/Magnetorezeption nachgewiesen, wie z. B. bei Termiten, Honigbienen (Apis mellifera) Schmetterlingen, Forellen, Lachsen (Gattung Oncorhynchus), Aalen, Delfinen, Zugvögeln, Brieftauben.
Doch bei diesen Organismen ist das Vorhandensein von Magnetosomen nach obiger Definition, d. h. als strukturierte membranbegrenzte Zellkompartimente, nicht gesichert.
Allerdings ist der Ausdruck Magnetosom z. B. für die Magnetorgane der Lachse vorgeschlagen worden.

## Genetik
Magnetosomen sind komplexe Organelle, für deren Biosynthese und Organisation mehr als 30 Gene zuständig sind. Diese sind im Genom von M. gryphiswaldense in einer „Magnetosomeninsel“ angeordnet. Durch gentechnische Vervielfachung der Gengruppe gelang es, einen Überschuss an Magnetosomen auszulösen.